# Frederik Kobberup Andersen
Johan Frederik Kobberup Andersen (født 24. januar 1920 i Aarhus – 7. maj 2003 i Struer) var en dansk kajakroer, der vandt sølvmedalje ved sommer-OL 1948 i London i enerkajak over 1000 m og blev verdensmester i enerkajak over 500 m i 1950.
Frederik Kobberup Andersen roede for Struer Kajakklub, og han tilhørte verdenseliten i nogle år kort efter anden verdenskrig. Han deltog for Danmark i OL i London, hvor han sikkert vandt sit indledende heat, men i finalen var hans evige rival fra den tid, svenskeren Gert Fredriksson, der vandt i sikker stil. 
Han også vandt medaljer ved to VM-stævner: I 1948 var han del af stafetholdet, der der vandt bronze i 4×500 m kajak, og to år senere på hjemmebane på Bagsværd Sø vandt han sølv i samme disciplin samt guld i 500 m enerkajak.
Medaljerne vandt han i en mahognikajak bygget af hans bror, Svend Helge Kobberup Andersen, og Gerhard Sørensen, der ligeledes var kajakroere og desuden møbelsnedkere.